# Ghat (gemeente)
Ghat is een Libische gemeente in het zuidwesten van het land. Hoofdstad van de gemeente is de stad Ghat. De gemeente heeft een grootte van 72.700 km². Met 23.518 inwoners in 2006 had het destijds een bevolkingsdichtheid van 0,32 inwoner per vierkante kilometer.

## Geografie
In het westen grens Ghat aan Algerije. Andere gemeenten waar Ghat aan grenst zijn:
- Wadi Al Shatii - noorden
- Wadi Al Hayaa - noordoosten
- Murzuq - oosten

Benghazi ·
Al Butnan ·
Derna ·
Ghat ·
Al Jabal al Akhdar ·
Al Jabal al Gharbi ·
Al Jfara ·
Al Jufrah ·
Al Kufrah ·
Al Marj ·
Misratah ·
Al Murgub ·
Murzuq ·
Nalut ·
An Nuqat al Khams ·
Sabha ·
Sirte ·
Tripoli ·
Wadi Al Hayaa ·
Wadi Al Shatii ·
Al Wahat ·
Az Zawiyah